# Мартелоцо (Падова)
Мартелоцо је насеље у Италији у округу Падова, региону Венето.
Према процени из 2011. у насељу је живело 30 становника. Насеље се налази на надморској висини од 23 м.